# Salvatore Colombo
Pietro Salvatore Colombo (28 de outubro de 1922 – 9 de julho de 1989) foi um prelado católico italiano que serviu como bispo de Mogadíscio de 1976 até seu assassinato em 1989. Ele era membro da Ordem dos Frades Menores.

## Biografia
Colombo nasceu em Carate Brianza, próximo a Milão. Serviu o povo da Somália a partir de 1946, depois de ter sido ordenado sacerdote em Milão, Itália. Ele foi nomeado o primeiro bispo de Mogadíscio em 1975 e consagrado em 16 de março de 1976.
Colombo era bem visto pelos não católicos, fossem muçulmanos ou seculares. Era conhecido por sua supervisão pragmática de projetos de ajuda, garantindo que os projetos pudessem operar depois que os trabalhadores humanitários estrangeiros voltassem para casa. O governo do presidente Siad Barre não tolerava proselitismo, mas se sentia confortável com a ajuda humanitária dispensada pela Igreja.
Colombo foi morto na Catedral de Mogadíscio por um assassino desconhecido. Barre culpou os radicais islâmicos e ofereceu uma recompensa por sua captura. Mas muitas pessoas acreditavam que Barre havia ordenado o assassinato, talvez porque Colombo tivesse criticado o regime de Barre ou talvez porque Barre quisesse um bode expiatório que aumentasse a ajuda militar e de outros tipos de governos ocidentais, ou talvez porque Colombo tivesse ajudado um clã que estava em desgraça com Barre a comprar algumas terras. Até hoje, a controvérsia sobre quem matou Colombo persiste, embora seu assassinato seja visto como um ponto de virada nas relações islâmicas-seculares por causa da severa repressão de Barre em resposta ao assassinato.

## Legado
Quatro dias após a morte de Colombo, vários xeiques somalis e outros homens foram presos sob suspeita de terem conexão com o assassinato. No dia seguinte, em 14 de julho de 1989, forças do governo massacraram aqueles que saíam da Mesquita Sheik Ali Suufi depois que o imã fez um sermão denunciando o governo. Isso resultariam em motins civis contra as forças governamentais.
Nenhum bispo foi nomeado para Mogadíscio desde a morte de Colombo.